# Elsie van Broekhuizen
Elsie van Broekhuizen, född 1880, död 1945, var en sydafrikansk politiker. 
Hon var gift med minister Herman van Broekhuizen. 
Elsie van Broekhuizens roll i det offentliga livet började med utbrottet av 1914 års uppror. Hon organiserade kvinnorna i Pretoria för att hjälpa de fängslade rebellledarna. Hon spelade också en ledande roll i att organisera kvinnodemonstrationen 1915, och var en av kvinnorna som lade fram petitionen till generalguvernören om frigivningen av upprorsledarna. Hennes man deltog aktivt i upproret, tillfångatogs och tillbringade 18 månader i fortet i Johannesburg. 
Ur denna rörelse grundades sedan Kvinnornas Nationalparti, till vilket hon var en av grundarna. Från den tiden fram till sammanslagning av denna med Nationalistpartiet, var hon ordförande för Women's National Party of Transvaal. När denna gick samman med nationalistpartiet och blev dess kvinnoförbund, blev hon vice ordförande för National Party of Transvaal. Hon och Mabel Malherbe var delegater till den stora självständighetskongressen i Bloemfontein 1919, där de var de enda kvinnliga delegaterna.
Hon var även ordförande för Federal Council eller Federale Vroueraad, som 1920-2003 var en paraplyorganisation för filantropiska kvinnoföreningar i Sydafrika, så som Suid-Afrikaanse Vrouefederasie. 